# Andamán- és Nikobár-szigetek
Az Andamán- és Nikobár-szigetek (hindi nyelven: अण्डमान और निकोबार द्वीपसमूह (andmaan aur nikobaar dvipsmuh), angolul: Andaman and Nicobar Islands) India egyik szövetségi területe az Indiai-óceánon, az indiai szárazföldtől kb. 1000 km-rel keletre. Két nagy szigetcsoportja az Andamán- és a Nikobár-szigetek.
A két csoportot a 10. szélességi kör választja el egymástól: az Andamán-szigetek ettől északra, a Nikobár-szigetek ettől délre vannak. A szövetségi terület székhelye Port Blair városa az Andamán-szigetek déli részén.

## Közigazgatási beosztása
A szövetségi terület közigazgatásilag három körzetre oszlik:
- Észak- és Közép-Andamán körzet.
- Dél-Andamán körzet.
- Nikobár körzet.[1]

## Földrajza
A Szumátrától északnyugatra fekvő szigetek választják el a Bengáli-öblöt az Andamán-tengertől. Az Andamán-szigeteket a déli Nikobár-szigetektől a kb. 150 km széles Tizedik-foki szoros (angolul Ten Degree Channel) választja el egymástól; ez arról kapta a nevét, hogy rajta halad át a tizedik szélességi kör).
Az 572 szigetből mintegy 38 lakott (állandóan). Többségük (550 sziget, amik közül 26 lakott) az Andaman-csoport része. A kisebb Nikobár-csoport kb. 22 szigetéből 10 lakott.
A szigetek összterülete 8249 km², lakossága 356 152 fő (2001).
Éghajlatuk trópusi; az évi csapadék 3000–3800 mm.
Két legmagasabb pontja az Észak-Andamán szigeten a 732 m magas Nyereg-csúcs (Saddle Peak), és a Nagy Nikobár szigeten 642 m-rel a tengerszint fölé emelkedő Thullier-hegy.

## A terület jelentősebb szigetei
- Észak-, Közép-, és Dél-Andamán,
- Rutland sziget

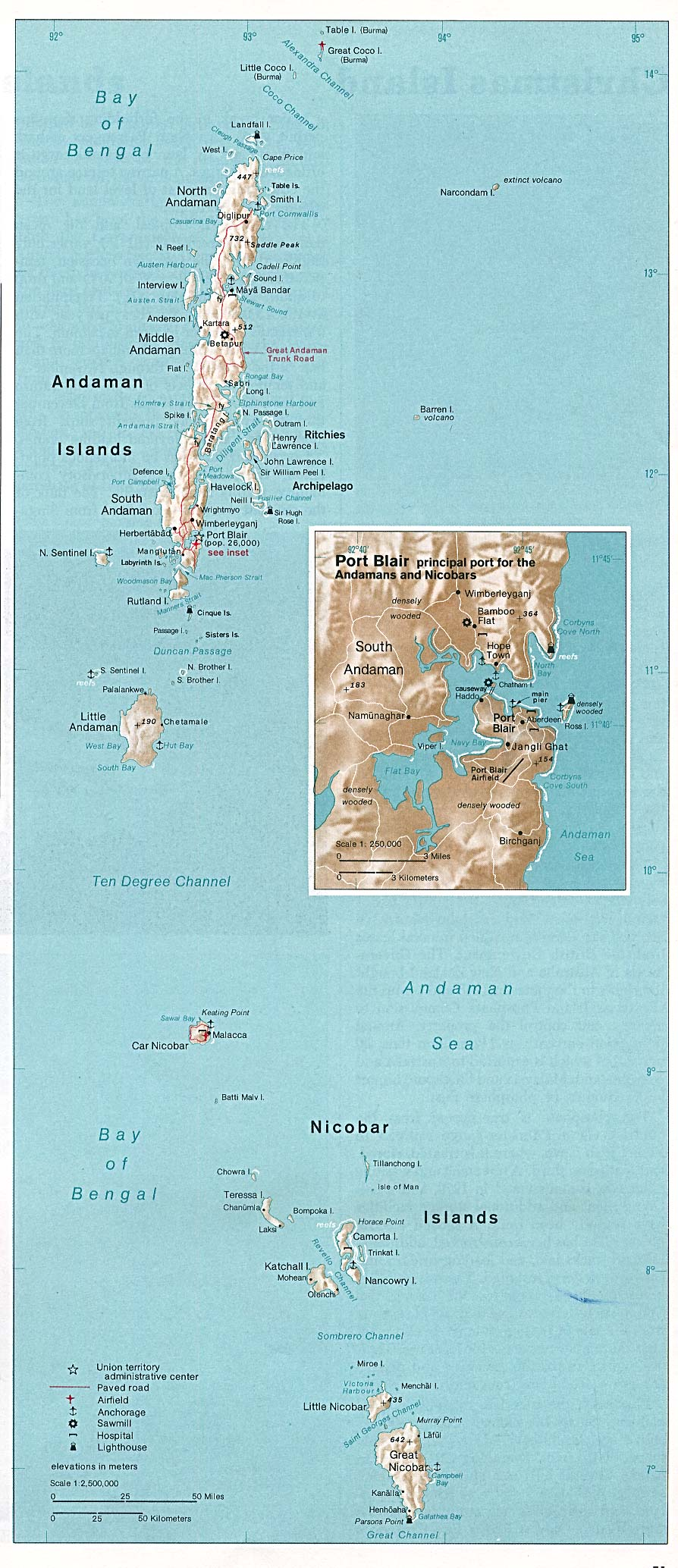
Az Andamán- és Nikobár-szigetek térképe (CIA, 1976(?))

- Északi-Szentinel-sziget (60 km², lakott, népe ismeretlen)
- Kis-Andamán
- Car Nicobar (127 km²)
- Batti Malv (2 km², lakatlan)
- Chowra (8 km²)
- Teressa (101 km², a szigetet az egykori osztrák helyőrség 1778-ban Mária Teréziáról nevezte el.)
- Katchall (174 km²)
- Camorta (188 km²)
- Nancowry (67 km²)
- Man (lakatlan)
- Tillangchong (17 km², lakatlan, természetvédelmi terület)
- Nagy-Nikobár (1045 km²)
- Kis-Nikobár (157 km²)

## Történelme
1754-ben Dánia gyarmatosította, de a dánok maláriajárvány miatt rövidesen a szigetek elhagyására kényszerültek. Wilhelm Bolt holland tengerésztiszt kezdeményezése és irányítása által, Mária Terézia jóváhagyásával, 1776. szeptember 20-án Livorno kikötőjéből kifutott a Habsburg Birodalom Joseph und Teresia nevű hajója, fedélzetén 160 főnyi osztrák és magyar katonával azzal a céllal, hogy a birodalomnak gyarmatokat szerezzenek. Indiában a borstermesztés egyik központjában, a Malabár-parton, Ali Kán maharadzsától jókora területet vásároltak. A helyőrség megalapítása után továbbhajóztak. A Nikobár-szigetekre 1778-ban érkeztek meg. Az egyik sziget helyőrségének parancsnoka Magyar György lett. Teressa szigetén, melyet a gyarmatosítók uralkodójukról, Mária Teréziáról neveztek el, egy osztrák tiszt parancsnoksága alatt levő helyőrséget alapítottak. 1780-ban a Joseph und Teresia áruval megrakodva visszatért Európába. A szigetekre visszatérő következő útja – Mária Terézia halála illetve Bolt kapitány halála miatt – nem valósult meg. A nikobári helyőrségek katonái kalandos úton 1788-ban jutottak vissza hazájukba, s ez egyben a szigetek fölötti, 1778 és 1784 közötti években fennálló, Habsburg uralom megszűnését is jelentette. Ezt követően ismét Dánia gyarmata, s 1868-tól angol gyarmat.
Újabbkori történelme szorosan kötődik India történelméhez. A szigetek jelenleg Indiához tartoznak.
India az 1990-es évektől kezdve katonai támaszpontok létesítésébe kezdett a terület mindkét részéhez (Andamán és Nikobár) tartozó szigeteken.

## Lakosság
A szigetek közül csak 36 lakott. 1981 óta nagy mértékű a migráció a Hindusztáni-félszigetre.
A szigetek hivatalos nyelve az angol és a hindi.
Az Északi Szentinel-szigeten él a szentineléz népesség, amelynek kultúrája és nyelve a mai napig teljesen ismeretlen a tudomány, ill. az emberiség számára: a szentinelézek nagyon ellenségesek és minden kapcsolatot visszautasítanak a szigeten kívüli világgal.